# 居伊三世 (聖波勒)
居伊三世（法語：Guy III de Châtillon-Saint-Pol，1226年—1289年），聖波勒伯爵，沙蒂永的于格一世之子，1248年至1289年在位。

## 家庭
1255年，居伊三世與布拉班特公爵亨利二世的女兒瑪蒂爾德結婚，兩人共有3子1女：
1. 于格二世（—1307年），布盧瓦伯爵
2. 居伊四世（—1317年），聖波勒伯爵
3. 雅各（英语：Jacques de Châtillon）（—1302年）
4. 貝亞特麗絲（—1304年）